# Vivien Sczesny
Vivien Sczesny (* 15. Juli 2000 in Gütersloh) ist eine deutsche TV- und Film-Schauspielerin.

## Leben
Sczesny wuchs im Gütersloher Ortsteil Isselhorst auf, wo sie im Kinderchor der evangelischen Kirchengemeinde sang. 2015 nahm sie zum ersten Mal an einem Casting für TV-Produktionen teil. Ihr Abitur machte sie am Evangelisch Stiftischen Gymnasium Gütersloh. Sie studierte von 2020 bis 2023  Geschichte und Politikwissenschaften auf Bachelor an der Universität Bielefeld.   Politisch engagiert sie sich für die SPD. Im Kulturausschuss der Stadt Gütersloh ist sie für die Sozialdemokraten als Sachkundige Bürgerin tätig, ist Vorstandsmitglied bei den Gütersloher Jusos und Mitglied im SPD-Ortsverein Isselhorst.

## Filmografie
- 2017: Schatz, nimm Du sie!
- 2018: Billy Kuckuck – Margot muss bleiben! (Fernsehfilm)
- 2018: Meine teuflisch gute Freundin
- 2018: SOKO Köln (Fernsehserie, Episode 15x02)
- 2018: Aktenzeichen XY … ungelöst (Fernsehreihe)
- 2018: 51 – Fünf Eins (Kurzfilm)
- 2018: Kroymann (7. Episode)
- 2018: Das schönste Paar
- seit 2018: Billy Kuckuck / Eine mit Herz (Fernsehreihe)
  - 2018: Margot muss bleiben!
  - 2019: Eine gute Mutter
  - 2020: Aber bitte mit Sahne!
  - 2021: Angezählt
  - 2022: Mutterliebe
  - 2025: Familiengeheimnisse
- 2019: Die Klempnerin (Fernsehserie, Episode 1x08)
- 2019: Familie Dr. Kleist (Fernsehserie, Episode 9x04)
- 2019: Parallel Path (Kurzfilm)
- 2019–2021: In aller Freundschaft (Fernsehserie, Seriennebenrolle, 4 Episoden)
- 2020: Think Big! (Fernsehserie, 10 Episoden)
- 2021: SOKO Stuttgart: Sugar (Fernsehserie)
- 2021: Das Lied des toten Mädchens
- 2022: Morden im Norden: Ein Schlag zuviel (Fernsehserie)
- 2022: WaPo Bodensee: Gnadensee (Fernsehserie)
- 2022–2023: Alles was zählt (Fernsehserie, 10 Episoden)
- 2023: Manta Manta – Zwoter Teil
- 2023: Enkel für Fortgeschrittene
- 2023: Ein starkes Team: Jemma (Fernsehserie)
- 2024: Letzte Spur Berlin: Märchenprinz (Fernsehserie)
- 2024: Ein Fall für Zwei: Showbizz (Fernsehserie)